# اتحادیه آفریقا
اتحادیه آفریقا (AU) (به انگلیسی: African Union) یک اتحادیه قاره‌ای متشکل از ۵۵ کشور عضو است که در قاره آفریقا واقع شده است. تشکیل اتحادیه آفریقا و موجودیت آن، در ۹ سپتامبر ۱۹۹۹ و از طریق بیانیه سرت در شهر سرت، لیبی اعلام شد. این بلوک در ۲۶ مه ۲۰۰۱ در آدیس آبابا تأسیس شد و در ۹ ژوئیه ۲۰۰۲ در دوربان، آفریقای جنوبی راه‌اندازی شد. قصد اتحادیه آفریقا جایگزینی با سازمان وحدت آفریقا (OAU) بود که در ۲۵ مه ۱۹۶۳ در آدیس آبابا توسط ۳۲ دولت امضاکننده تأسیس شد. OAU در ۹ ژوئیه ۲۰۰۲ منحل شد. مهم‌ترین تصمیمات اتحادیه آفریقا توسط مجمع اتحادیه آفریقا که یک نشست نیمه سالانه سران کشورها و دولت‌های کشورهای عضو آن است، اتخاذ می‌شود.

## تاریخچه
سازمان وحدت آفریقا به عنوان سلف اتحادیه آفریقا در سال ۱۹۶۳ و پس از آنکه در روند استعمارزدایی پس از جنگ جهانی دوم تعداد کشورهای مستقل آفریقا رو به افزایش بود، با عضویت ۳۲ کشور در آدیس آبابا پایتخت اتیوپی تشکیل شد.
سازمان وحدت آفریقا در ابتدای کار فعالیت‌های خود را بر اهداف سیاسی که در ماده دوم اساسنامه آن ترسیم شده بود، متمرکز کرد. در این چارچوب این سازمان نقش عمده‌ای در استعمارزدایی از قاره آفریقا، حل و فصل مسالمت‌آمیز منازعات مرزی کشورهای این قاره، دفاع از حاکمیت ملی و تمامیت ارضی اعضا و مبارزه با آپارتاید ایفا کرد.
سازمان وحدت آفریقا به موازات دستیابی به برخی اهداف سیاسی و نیز گسترش تعداد اعضا اهداف خود را به عرصه‌های اقتصادی و فرهنگی و علمی گسترش داد. همچنین در پرتو تحولات نظام بین‌الملل پس از جنگ سرد، کشورهای عضو سازمان وحدت آفریقا نیز برای آنکه بتوانند نقش و جایگاه این قاره در مناسبات نظام بین‌الملل در قرن بیست و یکم را گسترش دهند تلاش‌هایی برای تأسیس اتحادیه آفریقا از دهه ۱۹۹۰ آغاز کردند.
در ادامه این مسیر ابتدا نشست فوق‌العاده سران سازمان وحدت آفریقا در شهر سیرت با انتشار بیانیه‌ای موسوم به «بیانیه سیرت» تصمیم به تأسیس اتحادیه آفریقا گرفتند. سپس در نشست سال ۲۰۰۰ سران آفریقا در شهر لومه اساسنامه اتحادیه آفریقا تصویب شد.
در نشست سال ۲۰۰۱ سران آفریقا در لوزاکا طرح جدیدی برای اجرایی کردن اتحادیه آفریقا ارائه شد و در نهایت در نشست سال ۲۰۰۲ سران آفریقا در شهر دوربان آفریقای جنوبی، اتحادیه آفریقا آغاز به کار کرد.
اکنون اتحادیه آفریقا به عنوان فراگیرترین سازمان کشورهای آفریقایی در پی تحقق اهداف گسترده سیاسی، اقتصادی، فرهنگی و اجتماعی برای حفظ صلح و ثبات در این قاره و نیز افزایش نقش آفریقا در نظام بین‌الملل است. مقر اتحادیه آفریقا همچون سازمان وحدت آفریقا که سلف آن بود در شهر آدیس آبابا پایتخت اتیوپی قرار دارد.
ارکان اتحادیه آفریقا نیز شامل اجلاس سران دولت‌ها و حکومت‌های عضو، شورای وزیران، کمیسیون آفریقا، کمیته دائم نمایندگان، شورای صلح و امنیت، پارلمان پان آفریقایی، شورای اقتصادی، اجتماعی و فرهنگی، دیوان دادگستری، و تعدادی کمیته‌های فنی و تخصصی است و همچنین نهادهای مالی است.
در آینده اتحادیه آفریقا در نظر دارد نسبت به ایجاد پول متحد آفریقایی و نظام دفاعی یکپارچه متحد اقدام کند. از اهداف این سازمان می‌توان حفظ قاره در آرامش، ایجاد دموکراسی، بررسی حقوق بشر و داشتن اقتصاد پایدار نام برد.

### اعضا
- الجزایر
- آنگولا
- بنین
- بوتسوانا
- بورکینافاسو (تعلیق‌شده)
- بوروندی
- کامرون
- کیپ ورد
- جمهوری آفریقای مرکزی
- چاد
- کومور
- جمهوری کنگو
- جمهوری دموکراتیک کنگو
- جیبوتی
- مصر
- گینه استوایی
- اریتره
- اسواتینی
- اتیوپی
- گابن (تعلیق‌شده)
- گامبیا
- غنا
- گینه (تعلیق‌شده)
- گینه بیسائو
- ساحل عاج
- کنیا
- لسوتو
- لیبریا
- لیبی
- ماداگاسکار
- مالاوی
- مالی (تعلیق‌شده)
- موریتانی
- موریس
- مراکش
- موزامبیک
- نامیبیا
- نیجر (تعلیق‌شده)
- نیجریه
- رواندا
- جمهوری دموکراتیک عربی صحرا
- سائوتومه و پرنسیپ
- سنگال
- سیشل
- سیرالئون
- سومالی
- آفریقای جنوبی
- سودان جنوبی
- سودان (تعلیق‌شده)
- تانزانیا
- توگو
- تونس
- اوگاندا
- زامبیا
- زیمبابوه

### ناظران
- اسرائیل (تعلیق‌شده از فوریه ۲۰۲۳)[۶][۷]
- قزاقستان[۸]
- لتونی[۹]
- مکزیک[۱۰]
- فلسطین[۱۱]
- صربستان[۱۲]
- ترکیه[۱۳]
- اوکراین[۱۴]
- امارات متحده عربی[۱۵]